# Wanda Nara
Wanda Solange Nara (Boulogne Sur Mer, provincia de Buenos Aires, 10 de diciembre de 1986) es una modelo, conductora, cantante, mánager deportiva y empresaria argentina. En 2023 hizo su debut como conductora en el reality de cocina MasterChef Argentina. El 30 de septiembre de 2024 se lanzó el reality Bake Off Famosos Argentina, también conducido por ella. También Debutó en Netflix como presentadora de Love is Blind Argentina. 

## Carrera
Nara hizo su debut como vedette durante la temporada de verano entre 2005 y 2006 en Humor en custodia. En agosto de 2007, se sumó como participante a Patinando por un sueño, un popular programa de entretenimiento conducido por Marcelo Tinelli. A finales de 2009, amplió su incursión en la televisión al unirse como concursante a El musical de tus sueños, y en mayo de 2011, participó en el afamado concurso Bailando 2011. Este último marcó un hito en su carrera, aunque meses después se vio obligada a abandonarlo debido a su embarazo, tras lo cual se trasladó a Italia con su entonces esposo Maxi López. En su ausencia, su hermana Zaira Nara, también figura mediática y conductora, tomó su lugar en el programa.
En 2015, Wanda dio un giro en su carrera al convertirse en agente de futbol, asumiendo la representación de Mauro Icardi en su trayectoria deportiva.
En 2017, lanzó su primer libro en colaboración con el escritor Paolo Fontanesi, titulado Campione in campo e nella vita (Campeón en el campo y en la vida), publicado por Mondadori Electa.
En septiembre de 2018, asumió el rol de corista y comentarista en el programa deportivo Tiki-Taka, sucediendo a Melissa Satta, bajo la dirección de Pierluigi Pardo en Italia. Sin embargo, en 2020, debido a la pandemia mundial del SARS-CoV-2, nuevamente fue sustituida hasta el final del ciclo del programa.
A principios de 2020, actuó como comentarista en la cuarta edición de Grande Fratello VIP (Gran Hermano VIP) en la televisión italiana. Más tarde, en 2022, se desempeñó como una de las investigadoras en la primera edición de ¿Quién es la máscara? en Argentina, conducido por Natalia Oreiro. Al año siguiente, esta participación la llevó a ganar un Premio Martín Fierro en la categoría «revelación». En febrero de 2023, asumió el papel de conductora en el reality show de cocina MasterChef, junto al jurado compuesto por Damián Betular, Germán Martitegui y Donato De Santis.
En 2022, lanzó su propia línea de productos de belleza bajo el nombre de Wanda Cosmetics, estableciendo su presencia tanto en Argentina como en Estados Unidos. Más tarde en noviembre de 2023, incursionó en la música con el lanzamiento de su primer sencillo titulado «Bad Bitch», el cual recibió elogios de la crítica especializada.
En agosto de 2024, se anunció como conductora de Bake Off Famosos Argentina, rol que le valió un Martín Fierro de la Moda en la categoría de «Mejor estilo en conducción femenina».

## Vida privada
Entre 2008 y 2013 estuvo casada con el jugador de fútbol Maxi López, con quien tuvo tres hijos: Valentino, nacido en 2009, Constantino, nacido en 2010, y Benedicto, nacido en 2012. El matrimonio llegó a su fin tras acusaciones de infidelidad.
En 2014 inició una relación con el futbolista Mauro Icardi, a quien conoció a través de su amistad con Maxi López mientras jugaban juntos en la Serie A 2012-13 en Italia. Ese mismo año, contrajeron matrimonio. Fruto de esta unión, tienen dos hijas: Francesca, nacida en 2015, e Isabella, nacida en 2016. En julio de 2024 anunció su separación de Mauro Icardi y, en marzo de 2025, la Justicia Penal de Italia formalizó su divorcio, acreditando adulterio por parte de Icardi.

## Filmografía

### Televisión
| Año           | Título                                | Personaje        | Rol                   | Canal          | Notas          |
| ------------- | ------------------------------------- | ---------------- | --------------------- | -------------- | -------------- |
| 2005          | Sin código                            | Verónica         | Invitada              | El Trece       | 1 episodio     |
| 2006          | Casados con hijos                     | Novicia Bernanda | Invitada              | Telefe         | 1 episodio     |
| 2007          | Patinando por un sueño                | —                | Concursante           | El Trece       | 11.º eliminada |
| 2009          | El musical de tus sueños              | —                | Concursante           | El Trece       | 5.º eliminada  |
| 2011          | Bailando 2011                         | —                | Concursante           | El Trece       | Abandono       |
| 2013          | La pelu                               | Annabelle        | Recurrente            | Telefe         | 5 episodios    |
| 2017          | Golpe al corazón                      | Guadalupe        | Invitada              | Telefe         | 2 episodios    |
| 2018          | Especiales musicales de Morfi         | —                | Coconductora invitada | Telefe         | 2 episodios    |
| 2018–2020     | Tiki Taka - La repubblica del pallone | —                | Coconductora          | Rai 1/Canale 5 |                |
| 2019          | Por el mundo                          | —                | Coconductora invitada | Telefe         | 1 episodio     |
| 2020          | Grande Fratello VIP 4                 | —                | Comentarista          | Canale 5       | 20 episodios   |
| 2022          | ¿Quién es la máscara?                 | —                | Investigadora         | Telefe         | 24 episodios   |
| 2022          | Ballando con le stelle 17             | —                | Concursante invitada  | Rai 1          | 1 episodio     |
| 2023          | Gran Hermano: Presentación            | —                | Coconductora invitada | Telefe         | 1 episodio     |
| 2023          | Ballando con le stelle 18             | —                | Concursante           | Rai 1          | Ganadora       |
| 2023          | MasterChef Argentina                  | —                | Conductora            | Telefe         | 96 episodios   |
| 2024          | L'acchiappatalenti                    | —                | Cazadora de talentos  | Rai 1          | 5 episodios    |
| 2024          | Bake Off Famosos Argentina            | —                | Conductora            | Telefe         |                |
| 2024-presente | Love is Blind Argentina               | —                | Conductora            | Netflix        |                |
| 2025          | Sognando... Ballando con le stelle    | —                | Concursante VIP       | Rai 1          | Ganadora       |
| 2025          | MasterChef Celebrity Argentina        | —                | Conductora            | Telefe         |                |

## Premios y nominaciones
| Año  | Premio                   | Categoría                              | Trabajo               | Resultado | Ref.   |
| ---- | ------------------------ | -------------------------------------- | --------------------- | --------- | ------ |
| 2023 | Premios Martín Fierro    | Revelación                             | ¿Quién es la máscara? | Ganadora  | [ 28 ] |
| 2023 | Martín Fierro de la Moda | Mejor influencer                       | Ella misma            | Nominada  | [ 29 ] |
| 2023 | Martín Fierro de la Moda | Mejor estilo de jurado en TV           | ¿Quién es la máscara? | Ganadora  | [ 29 ] |
| 2024 | Produ Awards             | Mejor presentadora de reality/concurso | MasterChef            | Nominada  | [ 30 ] |
| 2024 | Martín Fierro de la Moda | Mejor estilo en conducción femenina    | Bake Off Famosos      | Ganadora  | [ 21 ] |
| 2025 | Best of Europe Awards    | Mujer del año                          | Ella misma            | Ganadora  | [ 31 ] |